# Hamburger Ornat

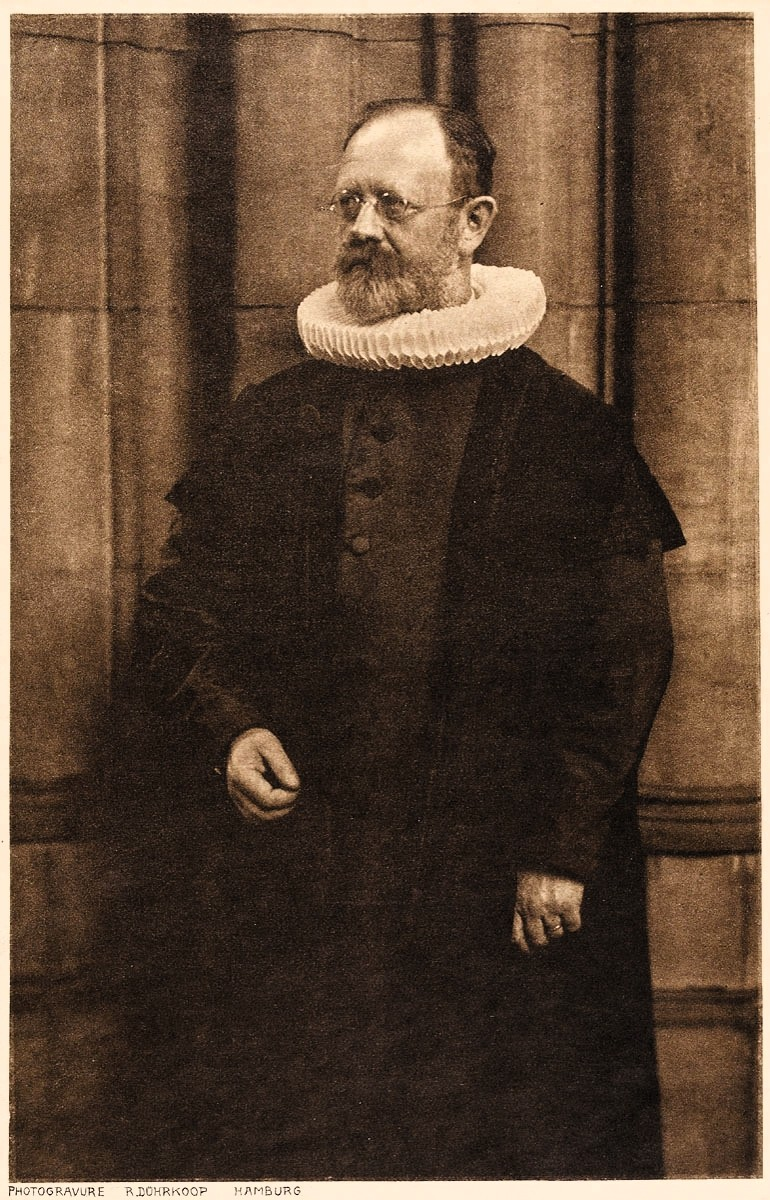
Hauptpastor Grimm im Hamburger Ornat, 1905

Das Hamburger Ornat war die verbindliche Amtstracht der Pastoren der ehemaligen Evangelisch-Lutherischen Kirche im Hamburgischen Staate, also der Althamburger Gemeinden der heutigen Kirchenkreise Hamburg-Ost und Hamburg-West/Südholstein der Nordkirche.
Das Hamburger Ornat ist gemeinsam mit dem eng verwandten Lübecker Ornat eine regionale Sonderform des Talars. Es unterscheidet sich von diesem durch seine Zweiteiligkeit (Unter- und Oberhabit), den Schnitt und die Halskrause (Mühlsteinkragen) statt des Beffchens.
Der Unterhabit (alter Name: Summar) ist ein eng geschnittener Talar nach Art einer Soutane, vorn durchgeknöpft mit 17 bezogenen Knöpfen, die symbolisch an die 10 Gebote und die sieben Bitten des Vaterunsers erinnern.
Der Oberhabit ist aus dem vorn offenen Renaissance-Mantel der Gelehrten und Honoratioren, der Schaube, entstanden und entspricht im Wesentlichen der sogenannten spanischen Tracht der Senatoren der Hansestädte. Dazu gehören der Besatz mit Samtborten, der tief gefältelte Rückenteil, Prunkärmel und die weiße, leinene, getollte Halskrause.
Auch wenn es heute fast ausschließlich im Gottesdienst gebraucht wird, ist das Ornat (wie auch der Talar) also kein liturgisches Gewand im eigentlichen Sinn, sondern aus der Ausgehkleidung entstandene Standes- und Amtstracht.